# Базелет
Базелет (ивр. נחל בזלת‎) — река на севере Израиля, в районе Голанских высот, является притоком реки Далиот .

## География
Река относительно короткая, но в сезон дождей несет значительное количество воды. Она начинается у подножия Гиват-Орха и течет с запада на юг от мошава Йонатан. Большая часть её вод хранится в Медовом водохранилище (также известном как «Базальтовое водохранилище»), недалеко от шоссе 808, а часть её продолжается вплоть до реки Далиот, а оттуда попадает в озеро Кинерет. Незадолго до впадения в реку Далиот имеется небольшой водопад, иногда называемый «водопад Базелет».
Участок ручья к западу от шоссе 808 находится в пределах заповедника Яар-Йехудия .

## Галерея

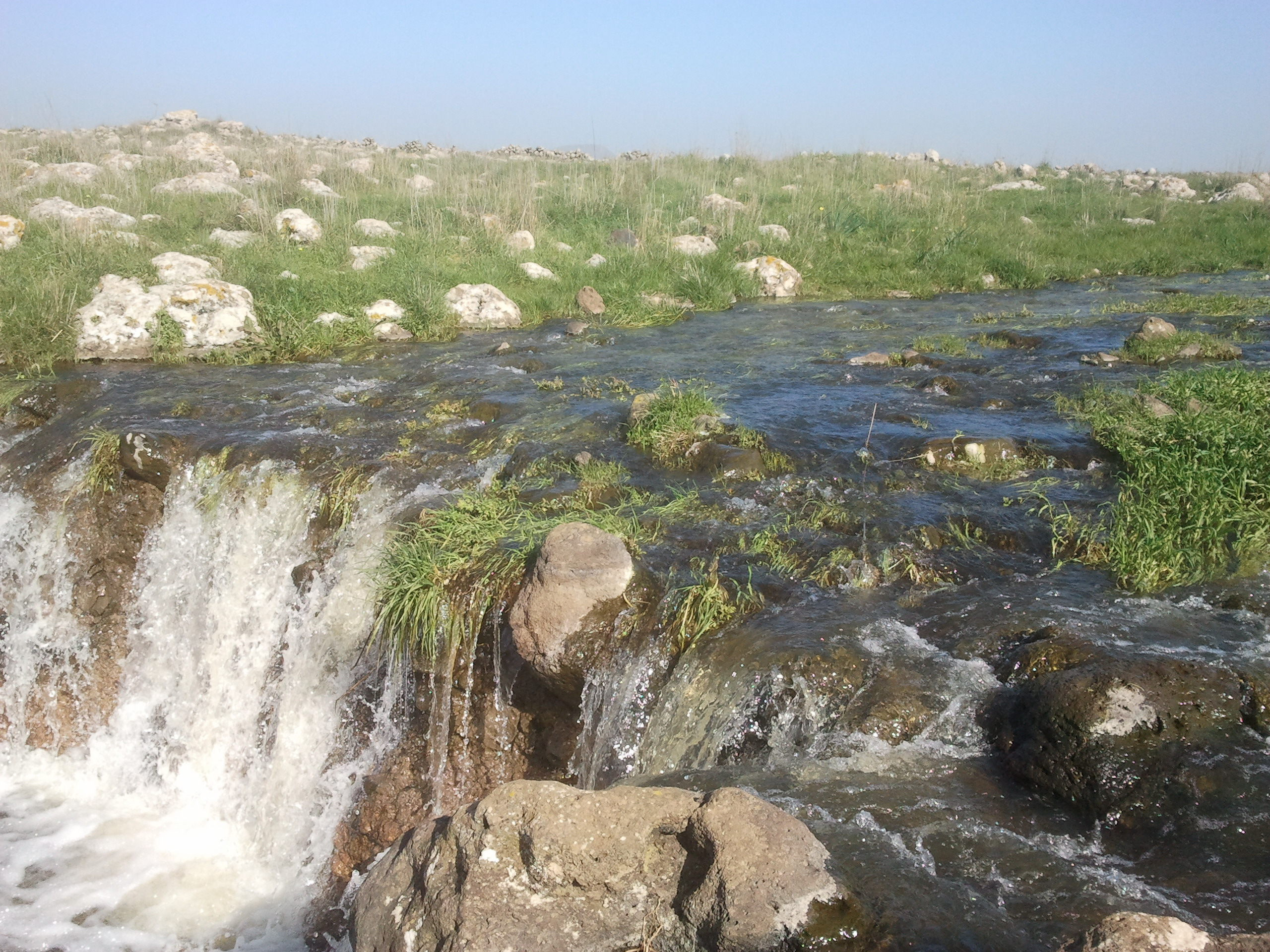
Базальтовое русло реки около шоссе 808
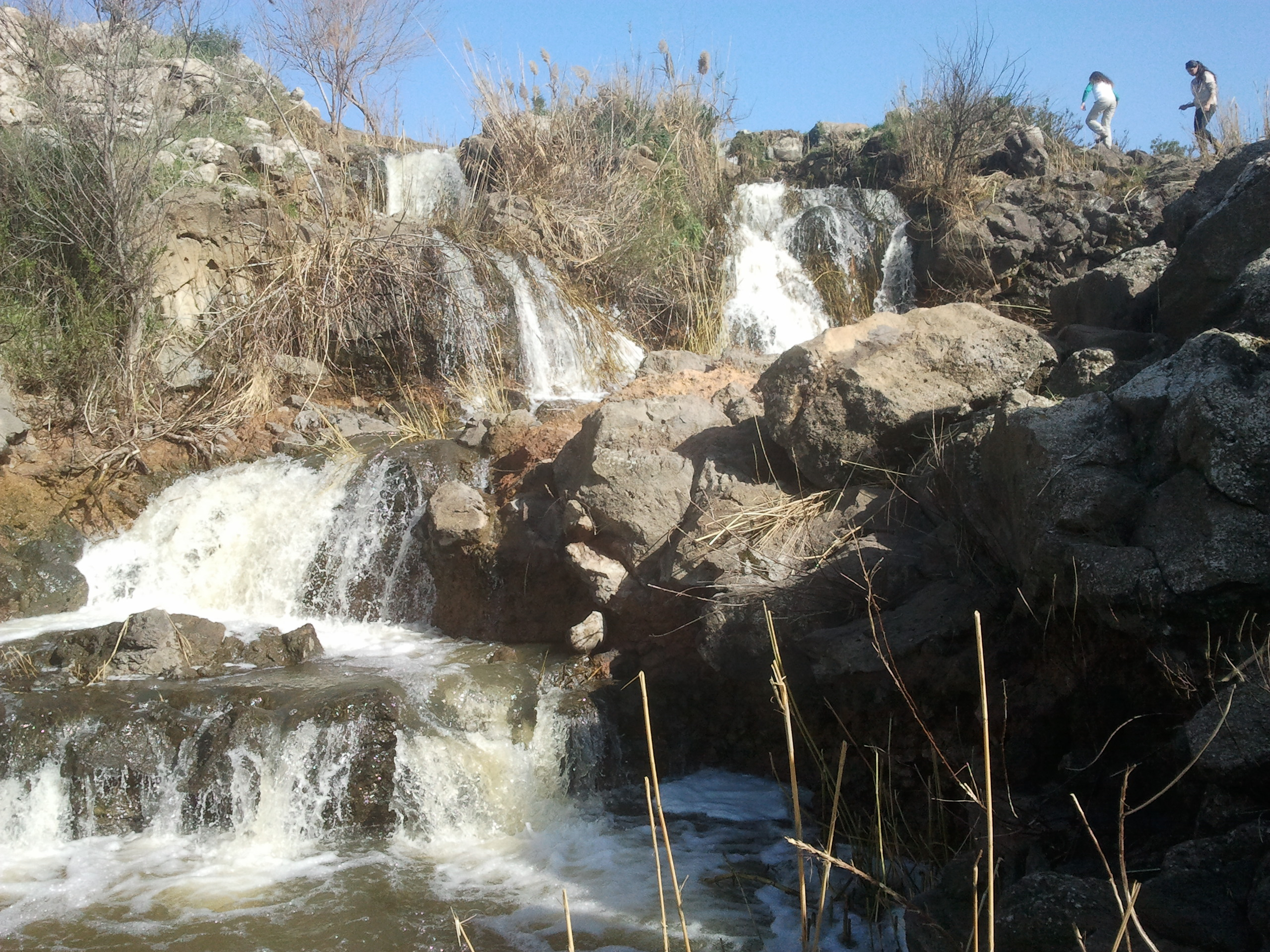
Водопад на реке возле шоссе 808
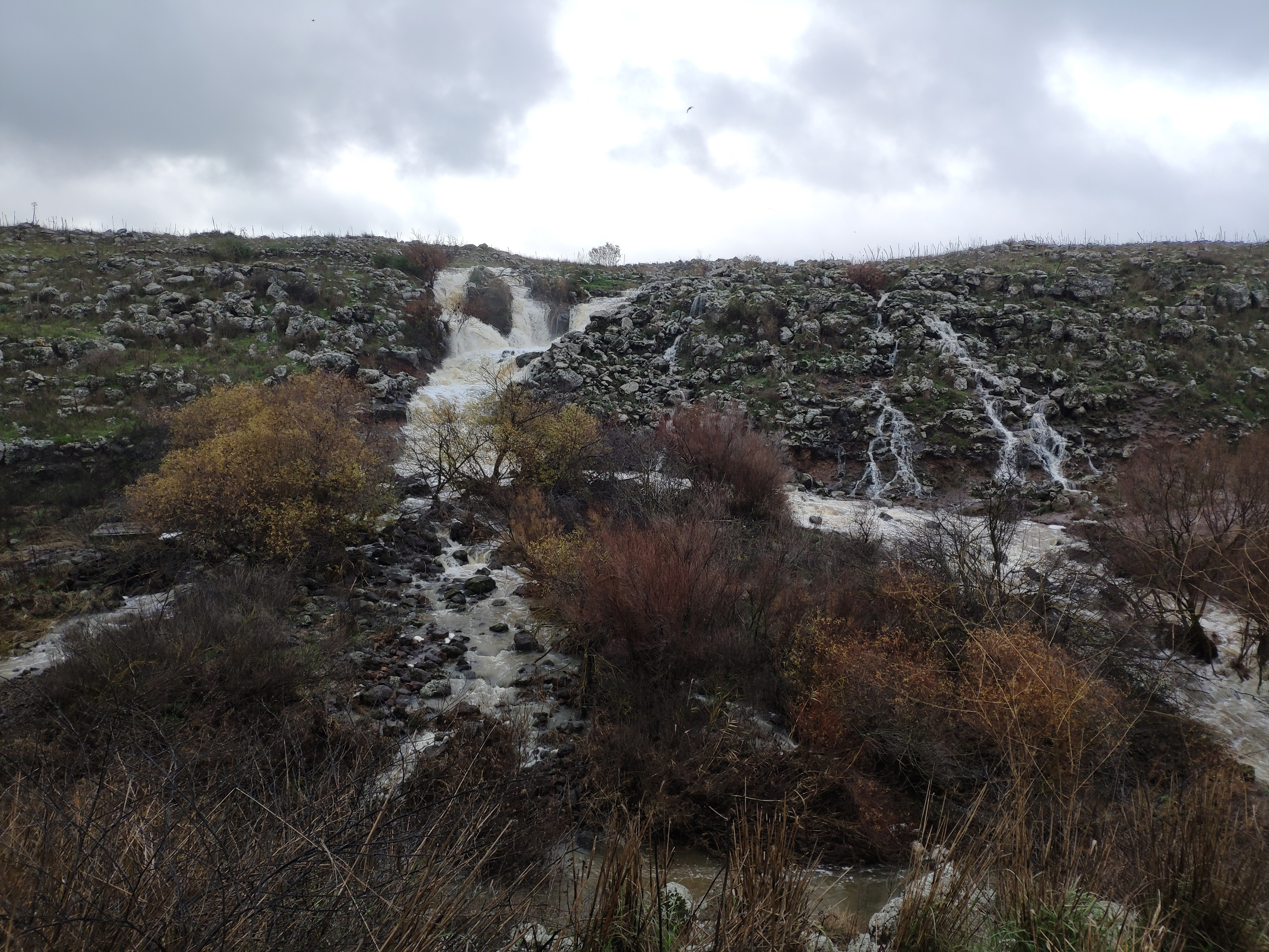
Сёрфинг по базальтовому руслу реки около шоссе 808, январь 2020 года